# Los Llanitos, Zihuatanejo de Azueta
Los Llanitos är en ort i Mexiko.   Den ligger i kommunen Zihuatanejo de Azueta och delstaten Guerrero, i den södra delen av landet, 300 km sydväst om huvudstaden Mexico City. Los Llanitos ligger 19 meter över havet och antalet invånare är 289.
Terrängen runt Los Llanitos är platt söderut, men norrut är den kuperad. Havet är nära Los Llanitos åt sydväst. Runt Los Llanitos är det glesbefolkat, med 19 invånare per kvadratkilometer. Närmaste större samhälle är Zihuatanejo, 14,8 km väster om Los Llanitos. Omgivningarna runt Los Llanitos är en mosaik av jordbruksmark och naturlig växtlighet.